# Max Elsas
Max Elsas (* 10. März 1858 in Ludwigsburg, Königreich Württemberg; † 30. November 1942 bei Terezín im KZ Theresienstadt) war ein deutscher Industrieller jüdischer Abstammung sowie Stadtrat und stellvertretender Oberbürgermeister von Ludwigsburg. Er wurde Opfer der Judenverfolgung während des Dritten Reichs. Ein Stolperstein in Ludwigsburg ist ihm gewidmet.

## Biografie

### Familie

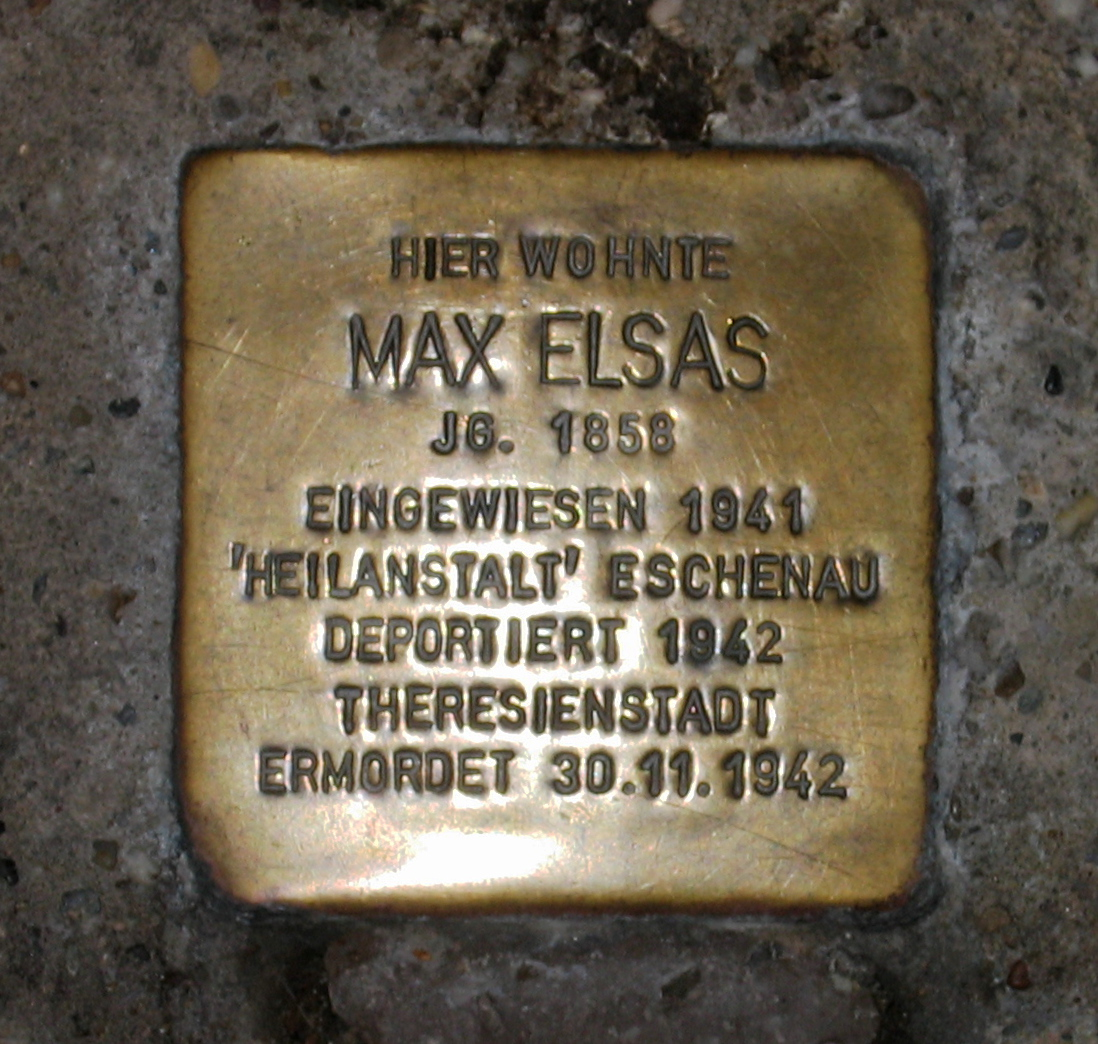
Stolperstein für Max Elsas vor seinem Wohnhaus (Marstallstr. 4, Ludwigsburg)

Elsas war der dritte Sohn der aus Hochberg stammenden Rebekka Elsas geborene Straus (1818–1908) und des aus Aldingen am Neckar stammenden Webers und Firmengründers Benedikt Elsas (1816–1876). Er wuchs mit seinen zwei älteren sowie einem jüngeren Bruder und einer Schwester im Haus der Marstallstraße 4 in Ludwigsburg auf.
Er war seit 19. Februar 1889 mit Ida Elsas, geborene Fellheimer (1868–1939) verheiratet. Das Paar hatte zwei Söhne – Bernhard (1891–1945), verheiratet mit Della, geborene Plaut, und Ludwig Elsas (1893–1949). Über seinen Onkel Louis Elsas ist er mit dessen Enkel, dem Widerstandskämpfer Fritz Elsas (1890–1945), verwandt. Er selbst ist ein Onkel von Martin Elsas (1872–1939).

### Ausbildung, Beruf, Politik
Im Anschluss an seine Schulausbildung in Ludwigsburg machte Elsas zuerst eine Ausbildung zum Textilfachmann am Technikum für Textilindustrie in Reutlingen, um anschließend noch eine kaufmännische Ausbildung zu absolvieren. Später leitete er die von seinem Vater gegründete Bunttuchweberei Elsas & Söhne. Er war zunächst Prokurist, seit 1887 weiterer Teilhaber und schließlich Seniorchef des Unternehmens.
Elsas engagierte sich stark für seine Heimatstadt. Seit 1882 war er Mitglied der Feuerwehr. 1907 erhielt er das königliche "Ehrenzeichen für 25jährige Dienstzeit in der Feuerwehr". Als Mitglied der Demokratischen Partei war er von 1905 bis 1908 Mitglied des Bürgerausschusses Untere Stadt und ab 1910 Stadtrat (Gemeinderat) der Fortschrittlichen Volkspartei, danach der Demokratischen Partei, sowie kurz darauf Stellvertreter des Oberbürgermeisters. Da der Oberbürgermeister Gustav Hartenstein eingezogen wurde, führte Elsas von 1916 bis 1918 dessen Amtsgeschäfte. Auch als Unternehmer war Elsas Mitglied in zahlreichen Verbänden und Ausschüssen. 1928 würdigte die Ludwigsburger Zeitung ihn zu seinem 70. Geburtstag. Am 3. April 1933 wurde er wegen seines jüdischen Glaubens gezwungen von allen öffentlichen Ämtern zurückzutreten.
Nach dem Brand der Ludwigsburger Synagoge in Folge der Reichspogromnacht wurde Max Elsas, wie andere jüdische Männer, am 10. November 1938 verhaftet und ins Gefängnis Blockhaus an der Schorndorfer Straße gebracht. Sein Sohn Ludwig Elsas, ein Facharzt für Lungenheilkunde, trat für den Vater ein, woraufhin Max Elsas aus der Haft entlassen wurde. Ludwig Elsas wurde dafür allerdings verhaftet und war bis 12. Dezember 1938 im KZ Welzheim. Er wurde am 1. Dezember 1941 ins Ghetto Riga deportiert und war danach in verschiedenen KZ. Zuletzt war er im KZ Theresienstadt, das im Mai 1945 befreit wurde. Ludwig Elsas überlebte den Holocaust und wanderte im Februar 1947 in die USA aus.

1938 wurde die Firma Elsas & Söhne Opfer der sogenannten Arisierung. Elsas und seine Familie hatten von nun an kein Einkommen mehr. Am 7. April 1939 starb Elsas’ Frau Ida Elsas an einem Herzschlag. Elsas’ Sohn Bernhard Elsas gelang 1941, mit seiner Familie, die Flucht in die USA. Ab dem 19. September 1941 musste Max Elsas den Judenstern tragen. Am 2. Dezember 1941 wurde Elsas in das Zwangsaltenheim für Juden in Eschenau, in der Nähe von Heilbronn, eingewiesen. Von dort wurde er am 22. August 1942 in das KZ Theresienstadt deportiert. Dort ist Elsas am 30. September 1942 (bzw. am 30. November nach Gedenkinschrift im israelitischen Friedhof) umgekommen.

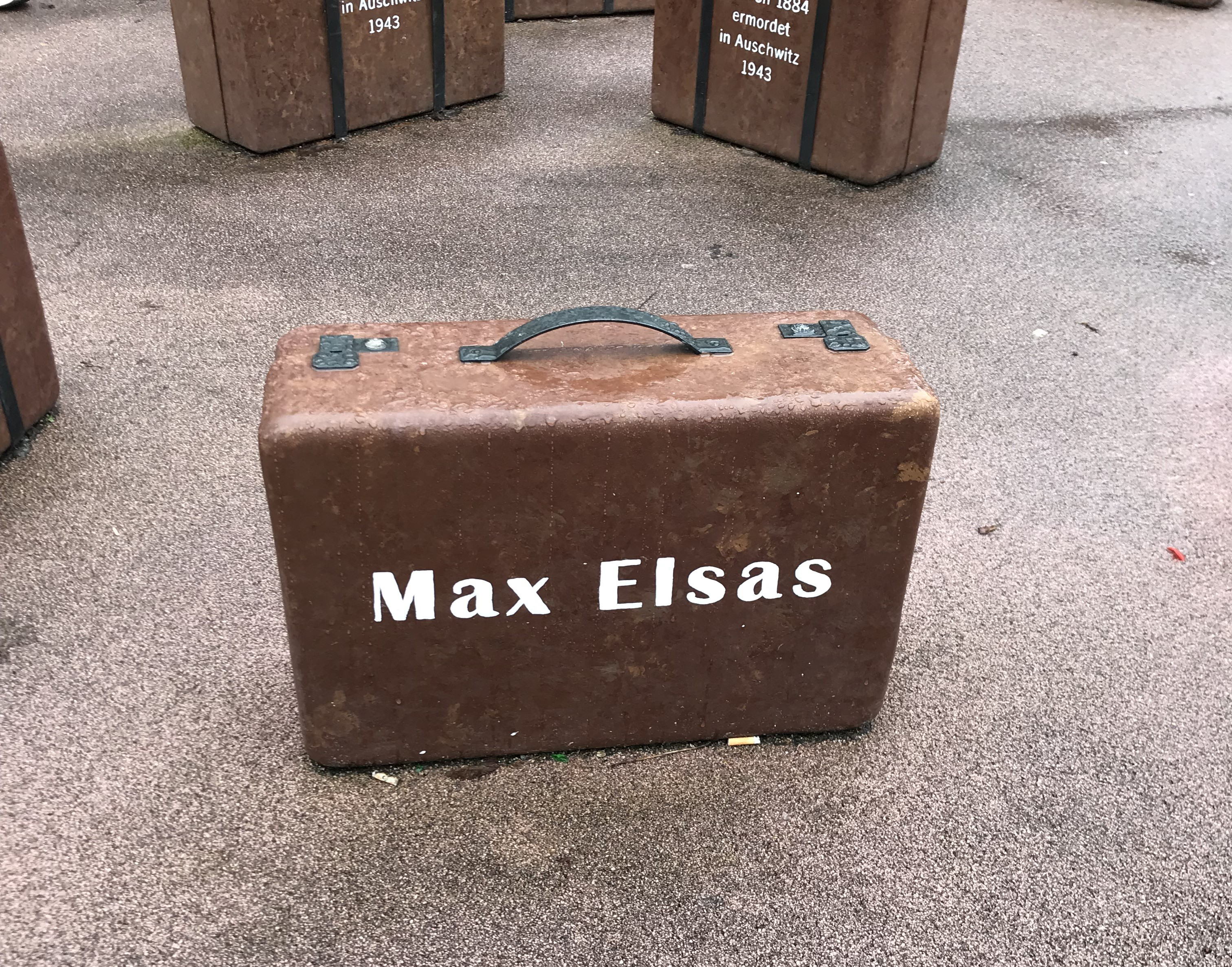
Koffer für Max Elsas auf dem Synagogenplatz Ludwigsburg

## Ehrungen
- Im Ludwigsburger Stadtteil Ost erinnert die Max-Elsas-Straße an den ehemaligen Stadtrat.[4][8]
- Vor seinem Wohnhaus in der Ludwigsburger Marstallstraße 4 befindet sich ein Stolperstein, der am 7. Oktober 2009 verlegt wurde.[5]
- Auf dem Platz der ehemaligen Synagoge Ludwigsburg steht eine Koffernachbildung mit seinem Namen und seinen Lebensdaten, um beispielhaft an die Ermordung von Juden in Ludwigsburg zu erinnern.